# هيود
هيود هي قرية في مقاطعة نائين، إيران. يقدر عدد سكانها بـ 5 نسمة بحسب إحصاء 2016.